# Cottage Grove (Minnesota)
Cottage Grove is een plaats (city) in de Amerikaanse staat Minnesota, en valt bestuurlijk gezien onder Washington County.

## Demografie
Bij de volkstelling in 2000 werd het aantal inwoners vastgesteld op 30.582.
In 2006 is het aantal inwoners door het United States Census Bureau geschat op 32.969, een stijging van 2387 (7.8%).

## Geografie
Volgens het United States Census Bureau beslaat de plaats een oppervlakte van
98,2 km², waarvan 88,0 km² land en 10,2 km² water.

## Plaatsen in de nabije omgeving
De onderstaande figuur toont nabijgelegen plaatsen in een straal van 12 km rond Cottage Grove.